# Nils Andersson
Nils Andersson (Göteborg, 10 marzo 1887 – Los Angeles, 15 agosto 1947) è stato un calciatore svedese, di ruolo difensore.

## Carriera

### Club
Ha vinto un campionato nazionale con il Göteborg.

### Nazionale
Prese parte con la sua Nazionale alle Olimpiadi del 1908.

### Cronologia presenze e reti in Nazionale
| Cronologia completa delle presenze e delle reti in nazionale ― Svezia | Cronologia completa delle presenze e delle reti in nazionale ― Svezia | Cronologia completa delle presenze e delle reti in nazionale ― Svezia | Cronologia completa delle presenze e delle reti in nazionale ― Svezia | Cronologia completa delle presenze e delle reti in nazionale ― Svezia | Cronologia completa delle presenze e delle reti in nazionale ― Svezia | Cronologia completa delle presenze e delle reti in nazionale ― Svezia | Cronologia completa delle presenze e delle reti in nazionale ― Svezia |
| Data                                                                  | Città                                                                 | In casa                                                               | Risultato                                                             | Ospiti                                                                | Competizione                                                          | Reti                                                                  | Note                                                                  |
| --------------------------------------------------------------------- | --------------------------------------------------------------------- | --------------------------------------------------------------------- | --------------------------------------------------------------------- | --------------------------------------------------------------------- | --------------------------------------------------------------------- | --------------------------------------------------------------------- | --------------------------------------------------------------------- |
| 12-7-1908                                                             | Göteborg                                                              | Svezia                                                                | 11 – 3                                                                | Norvegia                                                              | Amichevole                                                            | -                                                                     |                                                                       |
| 23-10-1908                                                            | Londra                                                                | Paesi Bassi                                                           | 2 – 0                                                                 | Svezia                                                                | Olimpiadi 1908 - Finale 3º posto                                      | -                                                                     |                                                                       |
| 25-10-1908                                                            | L'Aia                                                                 | Paesi Bassi                                                           | 5 – 3                                                                 | Svezia                                                                | Amichevole                                                            | -                                                                     |                                                                       |
| 26-10-1908                                                            | Bruxelles                                                             | Belgio                                                                | 2 – 1                                                                 | Svezia                                                                | Amichevole                                                            | -                                                                     |                                                                       |
| 6-11-1909                                                             | Hull                                                                  | Inghilterra                                                           | 7 – 0                                                                 | Svezia                                                                | Amichevole                                                            | -                                                                     | L'Inghilterra giocava con la Nazionale dilettanti                     |
| Totale                                                                |                                                                       | Presenze                                                              | 5                                                                     |                                                                       | Reti                                                                  | 0                                                                     |                                                                       |

## Palmarès
- Campionato svedese: 1

Idrottsföreningen Kamraterna Göteborg: 1908
- Svenska Mästerskapet: 1

Idrottsföreningen Kamraterna Göteborg: 1908
- Kamratmästerskapen: 1

Idrottsföreningen Kamraterna Göteborg: 1909